# Danko Cvjetičanin
Danko Cvjetičanin, né le 16 octobre 1963, est un ancien joueur croate de basket-ball.
Il fait partie du Cibona Zagreb qui, sous la conduite de future grande star Dražen Petrović, remporte deux titres européens en  1985, 1986.
En sélection nationale, il évolue avec la sélection yougoslave lors des Jeux olympiques de 1988 à Séoul, remportant une médaille d'argent.
Lors de l'édition suivante, il évolue sous les couleurs de la Croatie et il remporte une deuxième médaille d'argent, battu par la seule véritable Dream Team de l'histoire.
Après sa carrière de sportif, il reste dans le monde du basket et devient en 2006 recruteur pour les 76ers de Philadelphie sur le sol européen.

## Club
- KK Partizan Belgrade
- Cibona Zagreb
- Estudiantes Madrid  Espagne

## Palmarès

### Club
- Coupe des champions 1986

### Sélection nationale
- Jeux olympiques d'été
  -  Médaille d'argent aux Jeux olympiques de 1988 à Séoul
  -  Médaille d'argent aux Jeux olympiques de 1992 à Barcelone